# Huis van Hasan-Jalalian
Het Huis van Hasan-Jalalian (Armeens: Հասան-Ջալալյան , transliteratie: Hassan-Dzjalalian) is een Armeense adellijke familie, die voortgekomen is uit het historische vorstendom Chatsjen. Deze familie is het geslacht van Hasan-Jalal, vorst van Chatsjen en koning van Artsach in 1214-1261. Sinds de 13e eeuw vormde het Huis van Hasan-Jalalian de belangrijkste tak van het vorstelijk Huis van Chatsjen en bleef aldaar heersen tot begin 19e eeuw. Veel telgen van dit huis waren tevens voorname geestelijken; sinds de 14e eeuw was de Heilige Stoel van Gandzasar evenals hun erfbezit.
Het Huis van Hasan-Jalalian wist door de eeuwen heen de soevereiniteit van Nagorno-Karabach te handhaven, en voerde strijd tegen vreemde overheersers als de Seltsjoek Turken, Mongolen, Perziërs en Ottomanen. In de 16e eeuw organiseerden de prinsen van Chatsjen een unie van vijf zelfstandige prinsdommen van Karabach, die bekendstond als “Chamsa”.